# 逢魔が時
『逢魔が時』（おうまがどき）は、2001年8月9日にビクターインタラクティブソフトウエアから発売されたPlayStation用サウンドノベルアドベンチャーゲーム。
2003年12月11日にはPS one Booksとして廉価版が発売された。
本項では続編である『逢魔が時2』『逢魔が時プレミアムFANディスク』についても記述する。

## 概要
キャッチコピーは「和風ホラー・ノベル」。原作者は谷登志雄。
現代に関連したシナリオはSFを中心に構成され、タイムスリップ先である江戸でのシナリオは妖怪や俗信、民間信仰、怪奇現象を題材としている。これらを用いて、江戸にはびこる闇を表現している。（原作者曰く、江戸版Xファイル）。
江戸のいつ頃の時代かは、2の主人公の発言や雪・凧などの描写から、2は1852年の旧暦冬から1853年の旧暦春だとわかる。1は明確な発言はないが、花火・蚊帳などの描写から1852年以前の夏と考えられる。
キャッチコピーの和風通り、作品には江戸当時の風俗・習慣が反映されている。それらに関しては、主人公がその都度地の文で解説してくれる。一方、当時一般的に使用されていたが、現在ではそれほどでもない細かい用語までは解説してくれない。

## ゲーム内容
逢魔が時
シナリオは6本あり、それぞれに複数の結末が用意されている。ゲームオーバーはなく、必ず次のシナリオに進むことができる。まず「序章」をプレイし、次に「河童」というシナリオに移行する。これをクリアすると、「脱衣婆」「池袋の女」「一本たたら」という3本のシナリオが出現。この3本は好きな順にプレイできる。3本とも終了すると、最終話「二尺の顔」が出現、クリアするとスタッフロールが流れ、1周終了となる。2周目以降も再び序章から順番にプレイしなくてはならない。
直前に見たシナリオの結末によって、次のシナリオの内容が若干変化することがあり、これを「続編シナリオシステム」と呼称していた。
なお、本作は実は「逢魔が時」という物語の前編に過ぎず、ストーリーは未完のまま次作へ引き継がれることになる。
逢魔が時2
前作の1か月後である2001年9月13日に発売されたが、内容は続編というより「前後編の後編」というべき位置付けである。
前作のセーブデータを読み込むことで、前作の結末から続くストーリーをプレイできる（複数の結末に辿り着いていた場合は、その中から好きな結末を選択できる）。前作のデータがない場合は、「序章~河童~」というシナリオからスタートする。これは辰岡が江戸時代に行き寺子屋を始めるまでの経緯（前作のそれとは異なっている）と、前作の1シナリオ「河童」を再構成したエピソードとなっている。
本作も序章を含めた6本のシナリオから成っているが、前作とは違いプレイできる順番は決まっている。ただし、一度クリアしたシナリオは自由に再プレイすることが可能となった。前作と本作のエンディングを全て見ると、原作者のメッセージと映像特典を見ることができる。
逢魔が時プレミアムFANディスク
「もう一つの逢魔が時キャンペーン」の景品。逢魔が時1・2の帯にそれぞれ印刷されている応募券を切り取り、送料分の切手を同封して送ると必ず入手できた非売品ディスク。2の後日談を描いたシナリオ「外伝」と、『ぷよぷよ』タイプのパズルゲーム「遊戯台」、サウンドテスト、2作の動画・静止画を再生できる項目などが収録されている。
なお本ディスク入手者には、2002年に同社のサウンドノベル『月の光 〜沈める鐘の殺人〜』の発売告知葉書が郵送された。

## あらすじ
時は西暦2001年の夏。青年・辰岡勇太郎は1人の女性を追い、夕暮れの東京を走っていた。いままさに追い付こうとした瞬間、突然閃光が放たれ、辰岡は幕末の江戸へとタイムスリップしていた。
記憶に欠落をきたした彼は、寺子屋を始めながら記憶を取り戻そうとする。自分は何者か?追っていた女性とは?
そして怪事件が江戸の町に続発する。
逢魔が時
河童
原田はお七に主人公の長屋前で本所の両国橋から半里ほど先にある、通称おいてけ堀に出現するという河童の話をする。それを聞いていた嘉助は見に行こうと主人公に提案する。
脱衣婆
ある日、主人公と寺子屋の子どもたち5人は内藤新宿に見物に出かける。
池袋の女
主人公の長屋に訪問人あり、主人公は怪奇現象の調査を依頼される。
一本だたら
相州の鹿神村に一つ目一本足の怪物が出現する話を聞きつけた嘉助が主人公に対して見に行こうと提案する。
二尺の顔
二尺は約60.6cm。ある夜、主人公たちは船で月見に興じる。原田は主人公に赤坂の二尺の顔についての話をする。
逢魔が時2
山姥
八王子近辺（小仏峠・高尾山）に旅人を襲う何者かが出現する話を聞きつけた嘉助が主人公に対して見に行こうと提案する。
火車
木場の船置き場で火事が起こり、焼死体が発見された。主人公はこの火事について相談を受ける。
天狗
12月28日朝から御用聞きに出た竹次郎が失踪した。3週間後、何事もなかったかのように長屋に顔を出した竹次郎はあるものを主人公に渡す。それを見た主人公は竹次郎の実家があり、失踪した場所である石神井に赴くことを決める。そこで主人公は思いがけない人物に出会う。
鈴が森
ある日、長屋に訪れた人物から相談を受け、とにかく来てくれというので、長屋の陰で聞いていた嘉助とともに相談者について行く。
人面獣
長屋に原田・お七が訪れ、主人公・塾関係者を誘い、三囲神社付近で花見に行き、上野広小路で見世物小屋を見る。そこで見たものは。

## 登場人物
声優を起用しているが、ムービーでのみ使用されている。
辰岡勇太郎（たつおか ゆうたろう）
声 - 岡野浩介
23歳。主人公。現代の東京から江戸時代へとタイムスリップし、その時のショックで記憶の大半を失った青年。「杏子」という名の女性を追っていたが、同時に自分も何者かに追われていることは覚えている。学問は全般的に得意だが運動能力は低く、字も汚い。江戸の長屋で子供達に西洋算術（数学）を教える寺子屋「辰岡塾」を開校し、生活していくうちに次第に記憶を取り戻していく。貧しい農村を目の当たりにして学者面をしていた我が身を反省したかと思えば、その後のエピソードで二言目には「ぼかぁ学者です」を連発したりもする。非科学的なことは一切信じず、直面すると理解が追いつかなくなる。地の文で、「その時だった」というフレーズを頻繁に使う。愛称は「ゆう」だが、作中ではお七にしか呼ばれたことはない。名前・愛称共に変更可能。
杏子（きょうこ）
声 - むたあきこ
23歳。辰岡が追っていた女性で、彼と一緒に江戸時代にタイムスリップするが、その後行方不明になっていた。辰岡は名前以外はまったく覚えていないが、一緒に元の時代に帰らなければならないという気持ちは残っている。
お七（おしち）
32歳。房州出身、八ツ小路の長屋に住む。辰岡が江戸時代で最初に出会った人物で、夜鷹をしていた女性。面倒見がよく辰岡に色々な世話を焼いてくれる。特技は三味線。他人から同情されることを嫌う。
原田宗次郎（はらだ そうじろう）
声 - 津田英三
35歳。お七と共に、辰岡が江戸で初めて出会った人物。南町奉行所定廻の同心を務める武士。辰岡塾を度々尋ねてくる。厳格な性格で、感情表現が苦手。
嘉助（かすけ）
33歳。辰岡と同じ長屋に母親と住んでいた男で、なぜか西洋算術に興味を持ち、唯一の大人の塾生となった。定職は持たず、手製のやじろべえを売ったり、瓦版に怪しげな情報を提供したりして生活している。お調子者のホラ吹きで、その口は「ホラ貝」とあだ名されている。
お夏（おなつ）
声 - 前田ゆきえ
10歳。塾生の1人で、長屋に住む少女。素直で優しい性格。塾で学ぶうちに、西洋の文化に興味を持っていく。
権蔵（ごんぞう）
声 - 広瀬正志
13歳。塾生の1人で、長屋に住む少年。多くの弟と妹を持つ。生意気でやんちゃだが兄弟思いで、ある事件をきっかけに医者を志すようになる。
竹次郎（たけじろう）
12歳。2で登場。小物問屋で丁稚奉公していた少年で、お夏の紹介により塾生となった。愛称は「竹ちゃん」。おっとりとした性格で、いつも鼻水を垂らしている。
やつら
辰岡から「やつら」と呼ばれる、謎の追跡者達。江戸の町に潜み、何らかの実験を行っているらしい。2のラストで正体が明かされる。

### 各シナリオの登場人物
金公
会話・地の文だけの登場。元大工職人で嘉助によくネタを提供している。2～3日行方不明で、おいてけ掘りで半纏が見つかる。嘉助曰く、何でも口を出したがり、悪く言えばおせっかい、よく言えば親切な奴。
漁師
嘉助とともに河童を捕まえようとする。
お八重（おやえ）
5歳。権蔵の一番下の妹。
脱衣婆（だつえば）
内藤新宿にある寺付近に住む。自称、三途の川の渡し守。
内田春乃（うちだはるの）
32歳。内田玄之進の妻。屋敷で起こる怪奇現象について、主人公に調査を依頼する。
内田玄之進（うちだげんのしん）
38歳。内田家当主。妻である春乃に次いで、主人公の長屋を訪問し、怪奇現象の調査を依頼する。
お勢（おせい）
18歳。池袋出身の内田家の奉公人。他人に言えないことで悩んでいる。
お婆さん
道中で出会う老婆。鹿神村について注意を喚起する。
白装束の男たち
鹿神村の住人。髷を結わず、主人公曰く、マタギのような存在。
村の長
鹿神村の村長
一本だたら（いっぽんだたら）
鹿神村の神。
蕎麦屋主人
武家屋敷前で遺体で見つかる。
警官
現代に戻った主人公に声をかける。
タクシー運転手
主人公を赤坂から自宅のある新宿へ運ぶ。
弥平（やへい）
43歳。農村で生計を立てる男で妻と子ども3人を養う。山姥について何か知っている模様。
お志津（おしづ）
12歳。弥平の長女
山姥（やまんば）
生物の血を啜り、木から木へと飛び移るなどの行動を見せる。
同心
猟師とともに山姥事件を解決しに来る。
猟師
同心とともに山姥事件を解決しに来る。
お光（おみつ）
18歳。駿河屋の一人娘であり、手代である忠次郎と夫婦を誓っている。火事を不審に思い、主人公に相談をする。主人公曰く、目がぱっちりとした美人。
駿河屋六兵衛（するがやろくべえ）
45歳。駿河屋を一代で大店にのし上げた。
丁稚
主人公の長屋に来て、駿河屋六兵衛の手紙を主人公に渡す。
番頭
主人公の長屋に来て、お光の様子をみてほしいと主人公に依頼する。
番頭
竹次郎の働く菱屋の優男
外国人
黒船に乗っている。
おりん
25歳。佐吉の妻で愛宕山下で茶屋を営んでいる。処刑された夫を生き返らせようとする。
左吉（さきち）
27歳。植木職人。呉服商の主人を斬り、金を奪った強盗殺人の罪を着せられ、鈴が森で処刑される。
山田蝶之助
19歳。首切り山田浅右衛門の一人息子。
明鏡
唱聞師。芝の増上寺で唱聞を行っている。
吉田寅次郎
元長州藩士で萩の生まれ。後の吉田松陰。主人公の長屋を訪れる。医学を志す権蔵に対して、大阪適塾に緒方洪庵という人物がいる情報を提供する。
興行師
池之端で手に入れた人面犬である八房を見世物にしている。
パトラッシュ
ライオン、熊、牛、日本狼、人間の遺伝子組み換えによって生み出された生物。
湯浅秀三（ゆあさしゅうぞう）
73歳。主人公・杏子が所属している研究所の所長。やつらの技術を使用して富・名誉を得ることを画策している。

## スタッフ
- 原作：谷登志雄
- 脚本：谷登志雄、福田桐枝
- ゲームスタッフ 
  - プロデューサー：岡田昭
  - ディレクター：鈴木英太郎
  - アートディレクター：外岡慶昭
  - メインプログラマー：染宮博
  - プログラマー：三浦秀樹
  - キャラクターデザイン：笹野恵一、浅賀康弘
  - CGデザイナー：外岡慶昭、笹野恵一、浅賀康弘、川本和裕、田中英樹、片岡大助、田沼康弘、田中一弘、小山優一、難波創太、宮村延宏
  - 映像協力：高木則雄
- 音楽スタッフ 
  - ディレクター：辻元宏 (Be-Flat)
  - 音楽：吉川慶 (Be-Flat)
  - 効果音&サウンドプログラミング：大内哲也
  - 音声協力：内田大五（クリエイト・ワン）
- ビクタースタッフ 
  - プロデューサー：金沢十三男、島田良尚
  - ディレクター：綱代恵一
  - 広報：斎藤光二
  - アートワーク：宮城美紀
  - 協力：川野広行、熊倉賢一、弓削田公司、末松友美、鮫島拓事、小山顕

## 評価
逢魔が時
ゲーム誌「ファミ通」の「クロスレビュー」では合計24点（満40点）となっている。
逢魔が時2
ゲーム誌「ファミ通」の「クロスレビュー」では合計24点（満40点）となっている。